# Divalucina cumingi
Divalucina cumingi is een tweekleppigensoort uit de familie van de Lucinidae. De wetenschappelijke naam van de soort is voor het eerst geldig gepubliceerd in 1864 door Adams & Angas.